# イッツ・マイ・ライフ (アルバム)
『イッツ・マイ・ライフ』(It's My Life)は、イギリスのシンセポップグループ、トーク・トークのセカンド・アルバム。1984年2月発売。

## 概要
前作リリース後の1983年にキーボーディストのサイモン・ブレナーが脱退し、解散まで3人組として活動を続けるが、本作からプロデューサーのティム・フリーズ・グリーンが参加し、バンドのプロデュース、作曲、演奏を行っている。
商業的にはシングル「Such a Shame」のヒットにより、アルバムもヨーロッパ数カ国でチャートインを果たし前作以上の成功を収めたが、本国イギリスでは最高35位と前作よりランクダウンした。

## 収録曲
1. ダム・ダム・ガール - "Dum Dum Girl" - 3:51
2. サッチ・ア・シェイム - "Such a Shame" - 5:42
3. ルネ - "Renée" - 6:22
4. イッツ・マイ・ライフ - "It's My Life" - 3:53
5. 明日が始まる - "Tomorrow Started" - 5:57
6. ラスト・タイム - "The Last Time" - 4:23
7. ナイト・ボーイを呼んで - "Call in the Night Boy" - 3:47
8. キャロラインは知っている? - "Does Caroline Know?" - 4:40
9. イッツ・ユー - "It's You" - 4:41

## 参加ミュージシャン
- マーク・ホリス - ボーカル、アコースティック・ギター
- ポール・ウェッブ - ベース
- リー・ハリス - ドラムス

アディショナル・ミュージシャン
- ティム・フリーズ・グリーン - シンセサイザー、ピアノ、プログラミング、ドラムマシン
- イアン・カーノウ - キーボード
- フィル・ラモコン - ピアノ
- ロビー・マッキントッシュ - ギター
- モーリス・パート - パーカッション
- ヘンリー・ロウサー - トランペット (on "Renée", "Tomorrow Started")
- フィル・スポルディング (ノンクレジット) - ベース (on "The Last Time")